# 14 (число)
14 (чотирна́дцять) — Натуральне число між 13 і 15

## Математика
- 14 ділиться на 1, 2, 7.
- Сума цифр числа 14 — 5, а добуток — 4.

## Наука
- 14 - Атомний номер кремнію.

## Інші галузі
- ASCII-код керуючого символу SO (shift out)
- 14 - Код Львівської області України
- 14 - Код суб'єкта Російської Федерації Республіки Саха (Якутія)
- 14-й за рахунком музичний інтервал - квартдеціма
- Трактат Арістотеля "Метафізика" складається з 14 книг
- "14 пунктів Вільсона" - проєкт мирного договору, який би завершував Першу світову війну, який у 1918 році опублікував президент США Вудро Вільсон.
- В Україні та РФ з 14 років людина починає нести часткову кримінальну відповідальність за свої дії
- У Російській Федерації з набуттям 14-річного віку видають паспорт.
- Борис Гребенщиков: «14 - це число сакральне для мене з раннього дитинства. Чому - сказати, природно, не можна, такі речі не можуть бути пояснені ». Число 14 часто зустрічається в його піснях.
- «14 слів» неонацистського ідеолога Девіда Лейна: «We must secure the existence of our people and a future for white children» (у перекладі з англійської, «Ми повинні захистити саме існування нашого народу і майбутнє для білих дітей»).
- 14 - є числом відьми, пов'язане з числами 7 і 21, так як є між ними. У стародавній міфології люди, пов'язані з даними числами, виявлялися чаклунами або відьмами.
- У творі Хоббіт, або Туди і назад Толкіна 14 - щасливе число, і тому супутників Більбо (не рахуючи Гендальфа) було 13 (всього 14).
- «Лист чотирнадцяти» - відкритий лист гравців збірної Росії з футболу (1993 р.).
- G-14 - організація європейських футбольних клубів.

## Дати
- 14 рік, 14 рік до н. е.